# Marcella volcancita
Marcella volcancita är en fjärilsart som beskrevs av Paul Dognin 1914.
Marcella volcancita ingår som enda art i släktet Marcella och familjen tandspinnare. Inga underarter finns listade i Catalogue of Life.